# عقد لمفاوية نكفية عمقية
العقد اللمفاوية النكفية العميقة (بالإنجليزية: Deep parotid lymph nodes)‏، هي العقد اللمفاوية الموجودة تحت الغدة النكفية.

## المسار التشريحي
تصرف العقد اللمفاوية النكفية العميقة اللمف من البلعوم الأنفي والأجزاء الخلفية من تجويف الأنف.

تصب العقد اللمفاوية النكفية العميقة لمفها في العقد الرقبية العميقة العلوية.

## صور إضافية

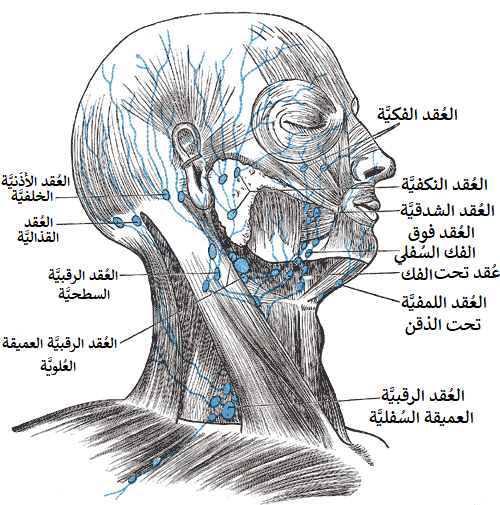
العقد اللمفاوية السطحية والأوعية اللمفاوية للرأس والرقبة.